# Скандал Блэк Сокс

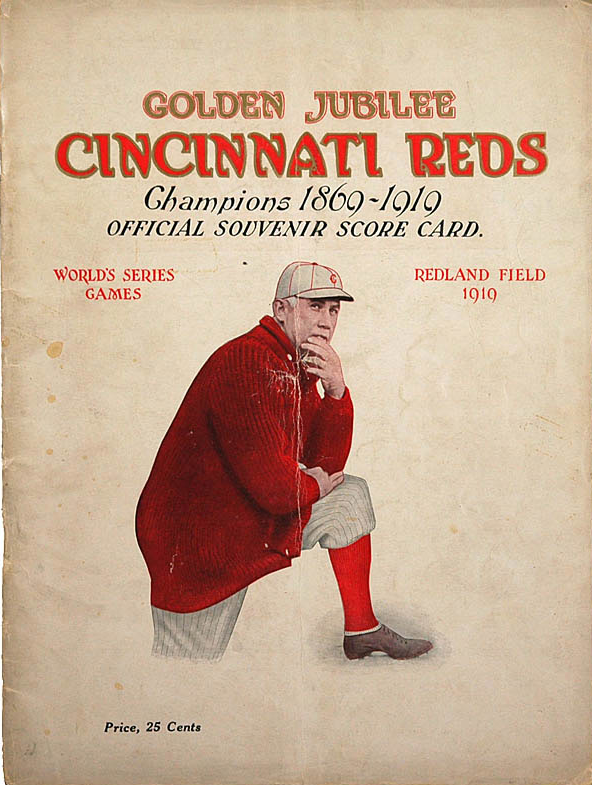
Програмка к матчу Мировой серии 1919 года.

Скандал «Блэк Сокс» (англ. Black Sox Scandal) — скандал в Главной лиге бейсбола из-за договорного матча, в котором восемь игроков Чикаго Уайт Сокс были обвинены в том, что намеренно провалили игры Мировой серии 1919 года против Цинциннати Редс в обмен на взятку от игорного синдиката Арнольда Ротштейна. Судья Кенесо Маунтин Лэндис был назначен первым Комиссаром бейсбола и получил абсолютную власть в MLB для восстановления целостности данного вида спорта.
Несмотря на оправдательные приговоры на открытом судебном процессе в 1921 году, судья Лэндис навсегда запретил восьми игрокам заниматься профессиональным бейсболом. Наказание было в конечном итоге принято Залом бейсбольной славы, который исключил этих игроков от возможного рассмотрения их кандидатуры на включение в Зал. Несмотря на просьбы о восстановлении в спорте в последующие десятилетия (особенно в случае с Босоногим Джо Джексоном), запрет остался.

## Предыстория

### Обстановка в команде

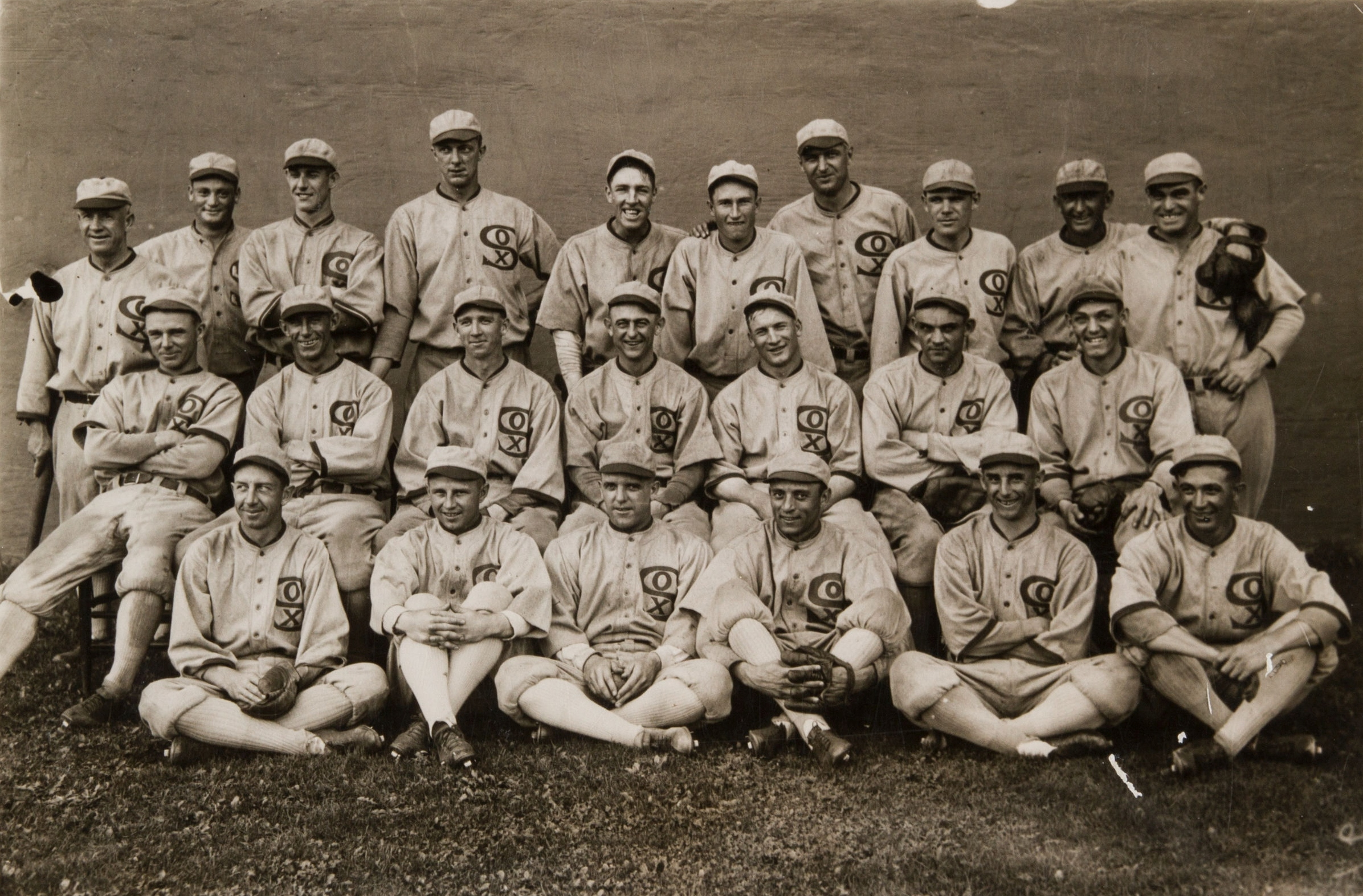
Фотография команды Чикаго Уайт Сокс (1919 года).

Владелец клуба «Уайт Сокс» Чарльз Комиски, который сам был выдающимся игроком MLB с 1882 по 1894 год, не нравился игрокам и возмущал их своей скупостью. Комиски, который как игрок принимал участие в рабочем восстании Лиги игроков в 1890 году, долгое время имел репутацию недоплачивавшего своим игрокам, хотя чикагцы были одной из лучших команд лиги и уже выиграли Мировую серию 1917 года.
Из-за оговорки любому бейсболисту, отказавшемуся принять контракт, запрещалось играть в любой другой профессиональной команде под эгидой «Организованного бейсбола». Игроки не могли менять команду без разрешения своей текущей команды, а без профсоюза игроки не имели права торговаться в переговорах. Комиски был вероятно, не хуже, чем большинство владельцев. На самом деле в Чикаго в 1919 году была самая большая зарплата команды в MLB. В эпоху резервной оговорки игроки могли найти игроков во многих командах, ищущих дополнительные деньги.
Игроки «Уайт Сокс» были разделены на две фракции. Одна группа возмущалась более сдержанными игроками (позже названными «Чистыми Соксами»), куда входили игрок второй базы Эдди Коллинз, кэтчер Рэй Шалк и питчеры Ред Фабер и Дики Керр. По современным свидетельствам, две фракции редко разговаривали друг с другом на поле или за его пределами, и единственное, что у них было общего, — это обида на Комиски..

### Заговор

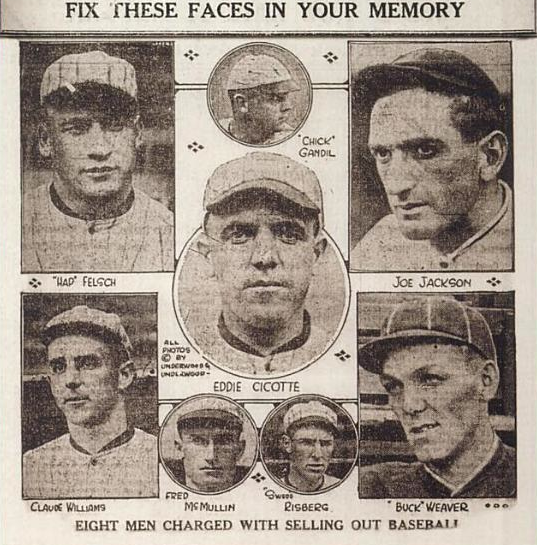
Восемь игроков «Chicago Black Sox»

Встреча игроков «Уайт Сокс», в том числе тех, кто стремится идти вперед, и тех, кто просто готов слушать, состоялась 21 сентября в номере Чика Гэндила в отеле «Ансония» в Нью-Йорке. Бак Уивер был единственным игроком, присутствовавшим на встречах и не получившим денег. Тем не менее, позже он был исключён из профессионального бейсбола вместе с другими за то, что знал о сделке, но не сообщил об этом.
Хотя он почти не играл в этой серии, инфилдер Фред Макмаллин узнал о договорняке и пригрозил сообщить об остальных участниках встречи, если он не получит выплату. По небольшому совпадению, Макмаллин был бывшим товарищем по команде Уильяма «Сонного Билла» Бёрнса, сыгравшего второстепенную роль в этом деле. Оба играли за Лос-Анджелес Энджелс в Лиге тихоокеанского побережья а Бёрнс ранее выступал за «Уайт Сокс» в 1909 и 1910 годах. Звездный аутфилдер Джо Джексон также назывался участником встречи, хотя там не был и его участие в заговоре оспаривается.
Схема получила неожиданный импульс, когда Фабер не смог отыграть свою позицию питчера из-за приступа гриппа. Спустя годы Шалк сказал, что если бы Фабер остался в строю, договорного матча скорее всего никогда бы не произошло, поскольку место Фабера заняли двое предполагаемых заговорщиков — питчеры Эдди Чикотта и Левти Уильямс.
В день первой игры Мировой серии 1 октября среди игроков начали ходить слухи, что серия будет договорной, и внезапный приток денег на ставки на победу Цинциннати привел к тому, что шансы на победу «Уайт Сокс» у букмекеров резко упали. Эти слухи также дошли до прессы, где ряд корреспондентов, в том числе Хью Фуллертон из «Chicago Herald and Examiner», а также бывший игрок и менеджер Кристи Мэтьюсон решили сравнить записи о любых играх и игроках, которые, по их мнению, были сомнительными. Однако большинство фанатов и наблюдателей принимали игру за чистую монету.
Нанеся удар своей первой подачей в серии, вторая подача Чикотты ударила ведущего нападающего Цинциннати Морри Рата в спину, подав заранее подготовленный сигнал, подтверждающий готовность игроков начать осуществлять договорную игру. В четвёртом иннинге Чикотт неудачно забросил Сведу Рисбергу со второй базы. Спортивные обозреватели сочли неудачную двойную игру подозрительной.
Один из восьмёрки Уильямс проиграл три игры, что стало рекордом серии. Новичок Дики Керр, который не участвовал в сделке, выиграл оба старта. Но игроки теперь отказывались от своих обещанных выплат за прогресс (выплачиваться после каждой проигранной игры), утверждая, что все деньги были спущены на ставки и находятся в руках букмекеров. После 5-й игры, разгневанные невыплатой обещанных денег участвовавшие в договорняке игроки попытались обмануть коллег и выиграли 6-ю и 7-ю игры серии. Перед 8-й игрой от имени сделавших ставки поступали угрозы расправы в отношении честных игроков и членов их семей. Уильямс начал восьмую игру, но отказался от четырёх однократных попаданий подряд за три пробежки, прежде чем менеджер Кид Глисон заменил его. Уайт Сокс проиграли восьмую игру и всю серию 9 октября 1919 года. Помимо Уивера, замешанные в скандале получили по 5 тыс. долл. каждый или более, Гэндил получил 35 тыс. долл.

## Расследование
Слухи об исправлении преследовали «Уайт Сокс» на протяжении всего сезона 1920 года, когда они боролись с «Кливленд Индианс» за победу в Американской лиге, а истории о коррупции коснулись и игроков других клубов. Наконец, в сентябре 1920 года для расследования было созвано большое жюри; Чикотт признался в своем участии в схеме перед большим жюри 28 сентября.
Накануне своей последней серии сезона «Уайт Сокс» фактически делили первое место с «Индианс». Чикагцам нужно было выиграть все три оставшиеся игры и надеяться на осечку кливлендцев, имевших больше игр в запасе. Несмотря на то, что на кону был весь сезон, Комиски отстранил семь игроков «Уайт Сокс» от участия в крупных турнирах (Гандил не вернулся в команду в 1920 году и играл полупрофессионально). Он сказал, что у него не было другого выбора, кроме как отстранить их, хотя это действие, вероятно, стоило «Сокс» любого шанса выиграть Американскую лигу. «Сокс» проиграли две из трех игр финальной серии «Сент-Луис Браунс» и заняли второе место, отстав на две игры от «Кливленда».
Большое жюри вынесло свое решение 22 октября 1920 года, и в нём были замешаны восемь бейсболистов и пять игроков на тотализаторе. Обвинения включали девять пунктов обвинения в сговоре с целью мошенничества. Десять игроков, не замешанных в игорном скандале, а также менеджер Кид Глисон получили от Комиски осенью 1920 года бонусные чеки на сумму 1500 долларов, что равнялось разнице за победу и проигрыш в Мировой серии.

### Суд
Судебный процесс начался 27 июня 1921 года в Чикаго, но был отложен судьей Хьюго Френдом, потому что двое подсудимых Бен Франклин и Карл Зорк заявили, что больны. Правый полевой игрок Шано Коллинз был назван пострадавшей стороной в обвинительном заключении, обвинив своих коррумпированных товарищей по команде в том, что из-за них он потерял 1784 долл. Перед судом в здании суда округа Кук пропали ключевые улики, в том числе подписанные признания Чикотта и Джексона, которые впоследствии отказались от своих показаний. Несколько лет спустя пропавшие признания снова оказались у адвоката Комиски.
1 июля обвинение объявило, что бывший игрок «Уайт Сокс» «Сонный Билл» Бернс, которому было предъявлено обвинение за участие в скандале, представил доказательства штату и даст показания. Во время отбора присяжных 11 июля несколько членов нынешней команды «Уайт Сокс», в том числе менеджер Кид Глисон, посетили здание суда, поболтали и обменялись рукопожатием с бывшими игроками, которым были предъявлены обвинения; в какой-то момент они даже развеселили Уивера, который был довольно весёлым человеком. Выбор присяжных занял несколько дней, но 15 июля по делу окончательно собрались двенадцать присяжных заседателей.
Судебные свидетельские показания начались 18 июля 1921 года, когда прокурор Чарльз Горман изложил доказательства, которые он планировал представить против подсудимых. Затем президент Уайт Сокс Чарльз Комиски был вызван к трибуне и был настолько взволнован вопросами защиты, что поднялся со стула свидетеля и погрозил кулаком адвокату подсудимых Бену Шорту.
Самые резонансные показания начались на следующий день, 19 июля, когда Бернс признал, что члены команды намеренно сдали Мировую серию 1919 года; Бернс среди других причастных к этому упомянул Ротштейна и показал, что Чикотт угрожал выбросить мяч со стадиона, если потребуется проиграть игру. После дополнительных показаний и доказательств 28 июля дело было передано в суд присяжных. Присяжные совещались менее трех часов, прежде чем вынести оправдательный вердикт по всем пунктам обвинения всем обвиняемым игрокам.

### Изгнание игроков

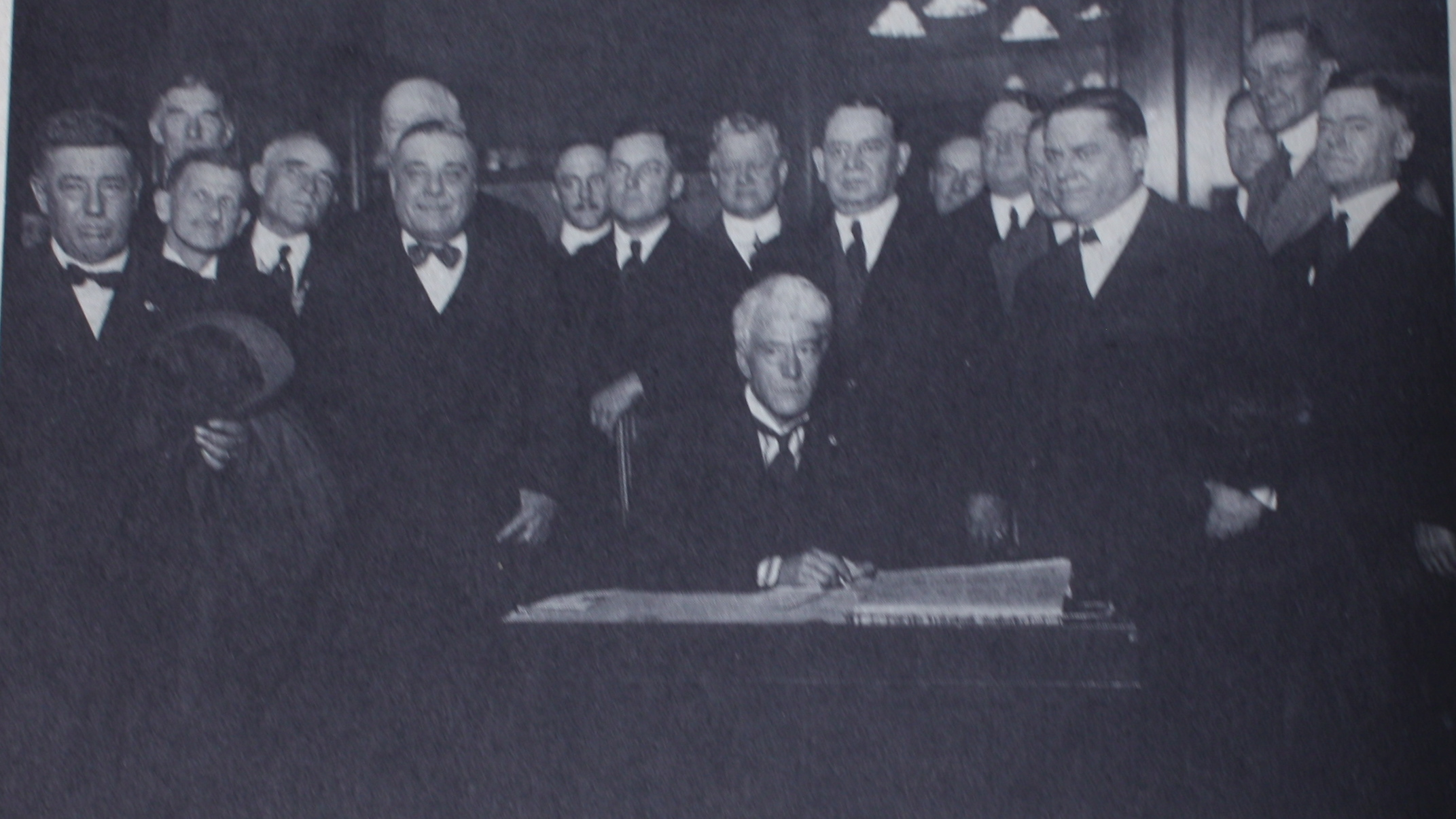
Кенесо Маунтина Лэндиса подписывает соглашение о назначении комиссаром бейсбола, 12 ноября 1920 года.

Задолго до того, как разразился скандал, многие владельцы бейсбольных команд были недовольны управлением Национальной комиссией. Скандал и ущерб, который он нанес репутации игры, побудили их внести серьёзные изменения в управление. Первоначальный план владельцев состоял в том, чтобы назначить широко уважаемого федерального судью и известного любителя бейсбола Кенесо Маунтина Лэндиса главой реформированной Национальной комиссии, состоящей из трех членов. Однако он дал понять владельцам команд, что примет назначение только в качестве единственного комиссара, и то только при условии, что ему будет предоставлена практически неограниченная власть над высшей и низшей лигой. Вступив в должность до начала сезона 1921 года, Лэндис одним из первых своих действий внёс восемь обвиняемых игроков в «неприемлемый список», что на неопределённый срок лишало их возможности играть в «организованном» профессиональном бейсболе (но не в полупрофессиональных командах).
После того, как игроков оправдали, Лэндис быстро отказался от любых перспектив восстановления на работе причастных к делу игроков. 3 августа 1921 года, на следующий день после оправдания игроков, судья Лэндис вынес свой вердикт:
Независимо от вердикта присяжных, ни один игрок, бросающий игру в мяч, ни один игрок, который обязуется или обещает сыграть в игру с мячом, ни один игрок, который сидит наедине с кучей нечестных игроков в мяч и игроков, где обсуждают пути и средства броска мяча и не сообщает об этом своему клубу, никогда не будет играть в профессиональный бейсбол.
Используя прецедент, когда Бэйб Бортон, Харл Мэггерт, Джин Дейл и Билл Рамлер были исключены из Лиги Тихоокеанского побережья за фиксацию игр, Лэндис дал понять, что восемь обвиняемых игроков останутся в «списке неприемлемых». Комиссар придерживался точки зрения, что, хотя игроки были оправданы в суде, не было никаких сомнений в том, что они нарушили правила бейсбола, и для восстановления доверия зрителей никому из них нельзя было позволить вернуться в игру. Комиски поддержал Лэндиса, безоговорочно уволив остававшихся на контракте с чикагской командой семерых игроков.
Двое предположительно причастных к договорным играм игроков также были отстранены от игр. Одним из них был Хэл Чейз, которого фактически исключили из игр главной лиги в 1919 году, а 1920 год он провел в младших. Ходили слухи, что он был посредником между Гандилом и игроками, хотя это так и не было подтверждено. 
Лэндис, опираясь на свой многолетний опыт работы в качестве федерального судьи и поверенного, использовал это решение («дело») в качестве основополагающего прецедента для комиссара по бейсболу, который должен быть высшим и окончательным авторитетом.